# Kosten koper
Kosten koper (afkorting k.k.) is een vakterm uit de wereld van vastgoed en makelaardij. Bij gebruik in Nederlandse advertenties wordt bedoeld dat alle kosten die gemoeid zijn met de verwerving van een onroerende zaak door de koper worden betaald. Als bij een vraagprijs "kosten koper" staat betekent dit dat de kosten koper voor de koper zijn en niet bij de prijs in zitten. Als een bestaand huis te koop wordt aangeboden, staat de afkorting k.k. achter de vraagprijs. 
De kosten koper bestaan in de regel uit overdrachtsbelasting en de kosten die de notaris in rekening brengt voor het opmaken en inschrijven van de akte van levering.
Tijdens onderhandelingen over de prijs van een woning kan de uitdrukking ook worden gebruikt als metoniem: Als de koper vraagt dat de kosten koper van de prijs afgaan, bedoelt hij dat een geldbedrag ter grootte van de kosten koper van de prijs afgaat.
Het tegenovergestelde van kosten koper is vrij op naam (v.o.n.).